# 皆川一夫
皆川 一夫（みながわ かずお、1947年（昭和22年）-）は、日本の外交官。ウガンダ駐箚特命全権大使。

## 人物・経歴
秋田県湯沢市岩崎出身。東京外国語大学インドシナ語学科（ベトナム語専攻）を卒業後、1971年（昭和46年）外務省に入省。1972年から2年間、在外語学研修生としてサイゴンで語学研修（ベトナム語）を受ける。1974年から在南ベトナム日本国大使館で勤務。最初の妻を亡くした後、1994年に結婚した妻は、語学研修時代に下宿していた家の長女にあたる下宿当時8歳だったベトナム人女性。
1978年から経済協力開発機構日本政府代表部在勤、1980年から外務省アジア局難民問題対策室勤務、1984年から国際連合難民高等弁務官駐日事務所次長、1986年から在ベトナム日本国大使館在勤、1989年から国際連合日本政府代表部在勤、1993年から在ホーチミン日本総領事館首席領事。
外務省外務大臣官房領事移住部外国人課首席事務官を経て、2001年から在ニュージーランド日本国大使館公使兼ポート・モレスビー総領事。2004年からミラノ領事。2007年（平成19年）2月からチェンナイ総領事。2011年（平成23年）4月から2013年9月17日までウガンダ大使。2021年瑞宝中綬章受章。

## 同期
- 海老原紳（08年駐イギリス大使）
- 橋本逸男（09年東北大学公共政策大学院教授・04年駐ブルネイ大使・02年駐ラオス大使）
- 赤阪清隆（07年国際連合事務次長）
- 須田明夫（09年軍縮会議日本政府代表部大使・06年国際テロ対策担当大使・03年駐スリランカ大使）
- 桂誠（07年駐比大使・04年駐ラオス大使）
- 楠本祐一（11年関西担当大使・09年駐ポーランド大使・04年駐ウズベキスタン大使）
- 島内憲（06年駐ブラジル大使・04年駐スペイン大使）
- 小島高明（10年国際テロ対策担当担当大使・07年駐オーストラリア大使・04年駐シンガポール大使）
- 横田淳（12年経済担当大使兼イラク復興支援等調整担当大使・09年駐ベルギー大使・06年国際貿易・経済担当大使・04年駐イスラエル大使）
- 三田村秀人（10年駐ニュージーランド大使・07年駐ザンビア大使）
- 清水訓夫（09年防衛大学校教授・05年駐アルジェリア大使）
- 野呂元良（08年駐マラウイ大使）
- 佐藤正晴（12年駐ニカラグア大使）